# アルール語
アルール語(Alur,Lur)は、ナイル・サハラ語族の西ナイル語群に属する言語である。話者はウガンダ北西部やコンゴ民主共和国北東部に居住するアルール族の人々である。
話者数
1,367,000人 
- コンゴ民主共和国: 750,000人(2001年)[1]
- ウガンダ: 459,000人(2002年)[1]

方言
- Jokot
- Jonam (主にコンゴ民主共和国で話される)
- Mambisa
- Wanyoro